# بيتر فينزيل
بيتر فينزيل (بالإنجليزية: Peter Wenzel)‏ هو متزحلق جبال الألب أسترالي، ولد في 19 سبتمبر 1943.

## وصلات خارجية
- بيتر فينزيل على موقع اللجنة الأولمبية الدولية (الإنجليزية)
- بيتر فينزيل على موقع أوليمبيديا (الإنجليزية)
- بيتر فينزيل على موقع اللجنة الأولمبية الأسترالية (الإنجليزية)